# Heinrich Wilhelm Brandes
Heinrich Wilhelm Brandes (Groden (enclave na época pertencente a Ritzebüttel, Hamburgo, atualmente parte de Cuxhaven), 27 de julho de 1777 — Leipzig, 17 de maio de 1834) foi um físico, meteorologista e astrônomo alemão.

## Vida
Nasceu em 1777, terceiro filho do pregador Albert Georg Brandes. Estudou de 1796 a 1798 na Universidade de Göttingen, onde foi aluno de Abraham Gotthelf Kästner e Georg Christoph Lichtenberg, com doutorado sob a supervisão de ambos, em 1800. Carl Friedrich Gauß foi seu colega de estudos. Foi professor particular por pouco tempo.
De 1801 a 1811 foi primeiramente engenheiro construtor de dique no rio Weser no grão-ducado de Oldenburg, na aldeia Eckwarden em Jadebusen, e depois inspector de diques no banco direito do Weser.
Em 1811 foi professor de matemática na então fundada Universidade de Breslau. Em 1826 foi professor de física na Universidade de Leipzig.
Foi profícuo em sua profissão, escrevendo uma série de livros texto de matemática. Em 1820 publicou em seu livro "Beiträgen zur Witterungskunde" ss primeirss mapas meteorológicos, sendo por isto reconhecido como o fundador da meteorologia sinótica.
Em 1824 desenvolveu um novo método para calcular numericamente a constante de Euler-Mascheroni. 

## Obras
- "Versuche, die Entfernung, die Geschwindigkeit und die Bahnen der Sternschnuppen zu bestimmen" (com Johann Friedrich Benzenberg, 1800)
- "Die vornehmsten Lehren der Astronomie in Briefen an eine Freundin dargestellt" (4 volumes, 1811-16)
- "Untersuchungen über den mittleren Gang der Wärmeänderungen durchs ganze Jahr; über gleichzeitige Witterungs – Ereignisse in weit voneinander entfernten Weltgegenden; über die Formen der Wolken, die Entstehung des Regens und der Stürme; und über andere Gegenstände der Witterungskunde". Leipzig : Barth, 1820